# Styropian (album)
Styropian – piąty studyjny album polskiego zespołu punkrockowego Pidżama Porno, wydany w 1998 przez S.P. Records. Album nagrano w Studiu CZAD, w Swarzędzu. 15 czerwca 2009 zespół wydał ponownie zmiksowaną przez Sławka Mizerkiewicza i zremasterowaną wersję płyty. Masteringu dokonał Jacek Gawłowski. Teledyski z tego albumu zrealizowano do utworów „Do nieba wzięci” oraz „Gdy zostajesz u mnie na noc”.

## Lista utworów
na podstawie okładki SPCD 49/98 
1. „Spokój w głowach” 02:30
2. „Styropian” 03:15
3. „Do nieba wzięci” 04:24
4. „Gorzka” 03:16
5. „Koka Koka” 03:45
6. „Złodziej zapalniczek” 03:22
7. „Antifa” 04:00
8. „Gloria” 06:08
9. „Gdy zostajesz u mnie na noc” 04:58
10. „Wściekła Mariola” 03:01
11. „Durna 6 / Mądra 11” 03:24
12. „Wieczność” 03:35
13. „Między czarnym i czerwonym” 05:43
14. „Spokój i ręce” 08:46
15. „Welwetowe swetry” [bonus] 02:23

## Wykonawcy
- Krzysztof „Grabaż” Grabowski – śpiew
- Andrzej „Kozak” Kozakiewicz – gitara elektryczna, chórki
- Sławomir „Dziadek” Mizerkiewicz – gitara elektryczna, chórki
- Julian „Julo” Piotrowiak – gitara basowa
- Rafał „Kuzyn” Piotrowiak – perkusja

oraz gościnnie
- Marcin Świetlicki – głos w „Glorii"
- Sowa – flet
- Adaś z Jafii N. – kongo, instrumenty klawiszowe
- Maciek Szpalik – akordeon
- Dusiołek – gitara basowa
- Jacek K. - oklaski
- Rafał Wiśniewski – trąbka
- Maciej Kociński – saksofon
- Maciej Kołodziejski – puzon